# Котиледон округлый
Котиледон округлый (лат. Cotyledon orbiculata) — вид южноафриканского суккулентного растения из рода котиледон, способного к CAM-фотосинтезу.

## Описание
Котилейдон округлый (лат. Cotyledon orbiculata) — вид с большим разнообразием сортов и разновидностей. Вырастает примерно до 1,3 м в высоту. У него серо-зелёные листья, покрытые белым порошкообразным веществом, которое помогает отражать солнечный свет и сохранять воду. Листья могут достигать 13 см в длину и 7 см в ширину. 

Цветы, которые появляются зимой, обычно оранжево-красные, но существуют разновидности с жёлтыми цветами. Цветки в форме колокольчика, мелкие, обычно менее 3 см в длину и свисают стебля длинной до 60 см. Трубчатая цветочная коронка не имеет выпуклостей, имеет длину 20 миллиметров и диаметр до 9 миллиметров. Отогнутые назад кончики короны оранжевого, красного или жёлтого цвета 12 мм в длину. Тычинки выступают за край цветка на 2-3 миллиметра. Жёлтые пыльники удлинённые диаметром 1,75 миллиметра.  Нектарники тусклые, желтовато-зелёные, cлегка вытянутые в поперечнике, размером 1,5 × 2 мм. К основанию венчика прикреплены 10 тычинок (по 2 на каждом лепестке), а 5 плодолистиков имеют столбик длиннее завязи.

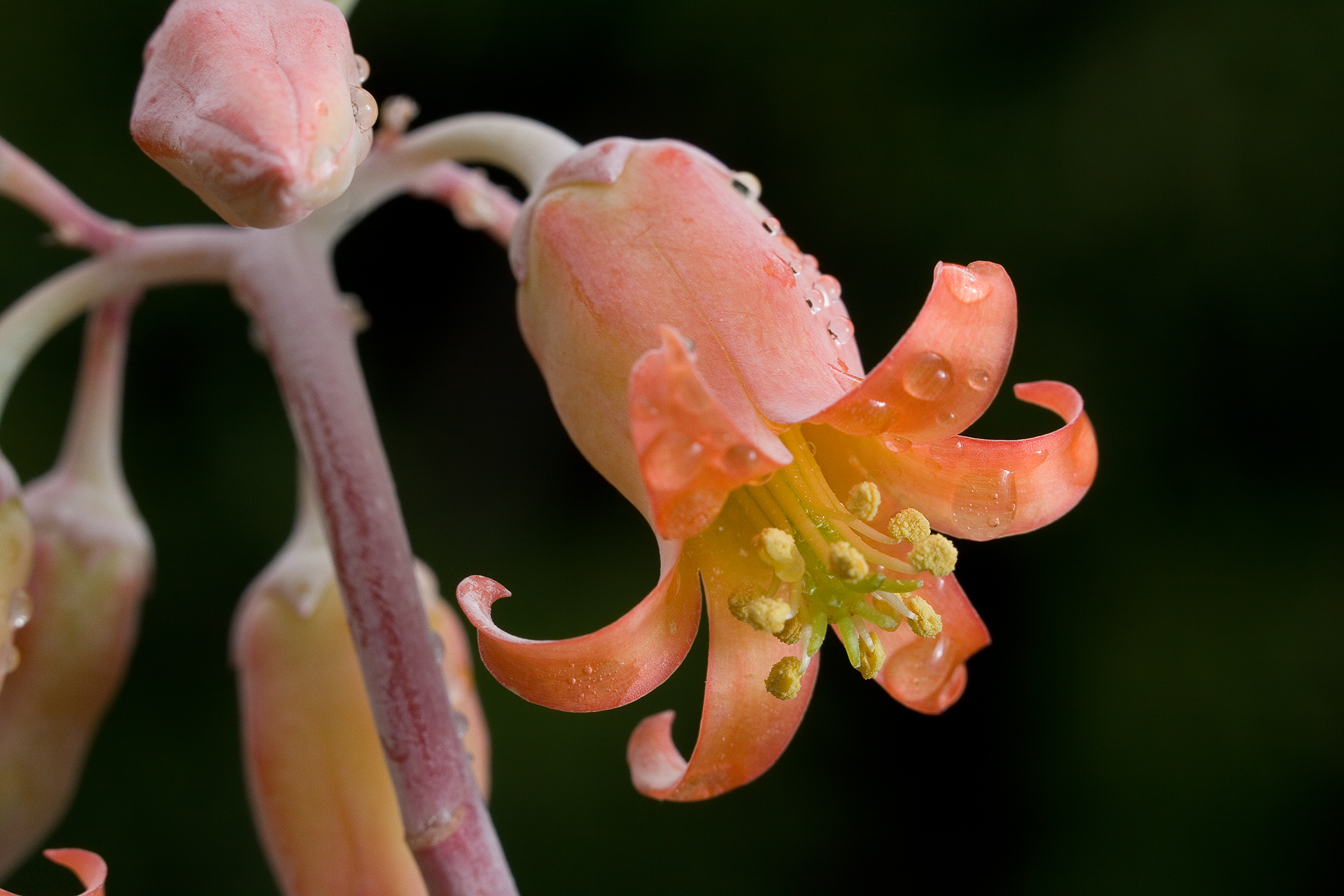
Цветок
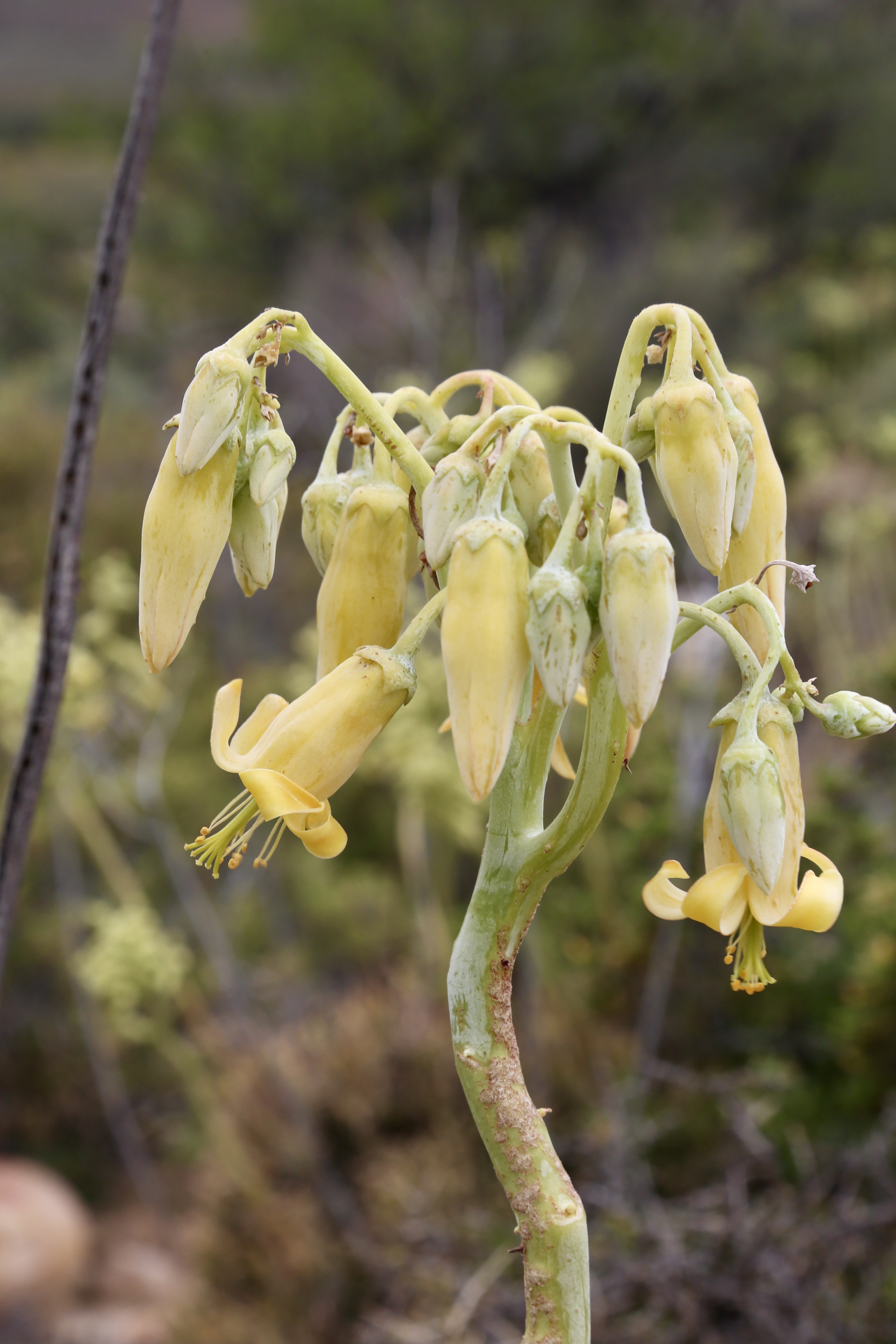
Жёлтая форма
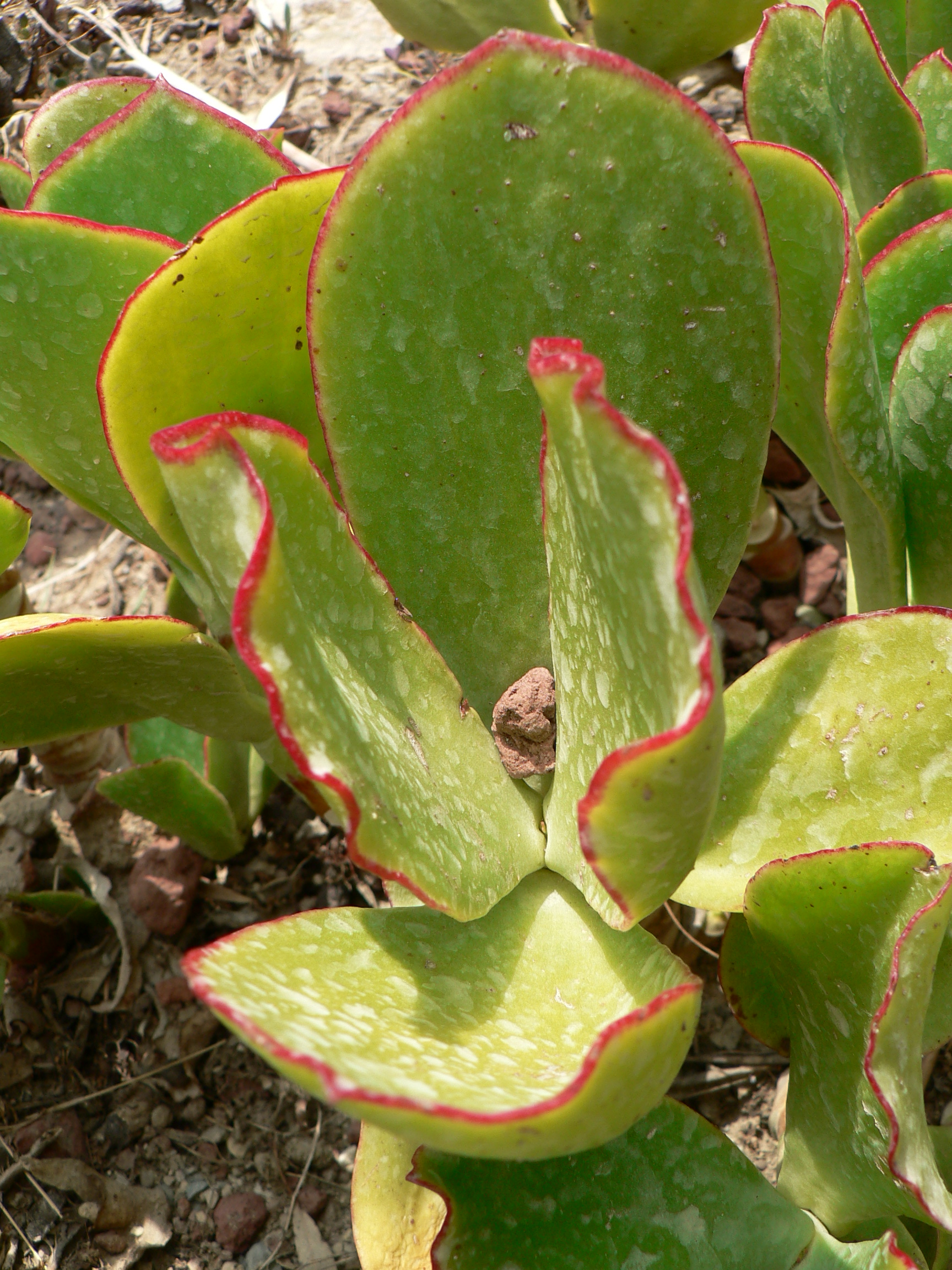
Листья зелёного сорта
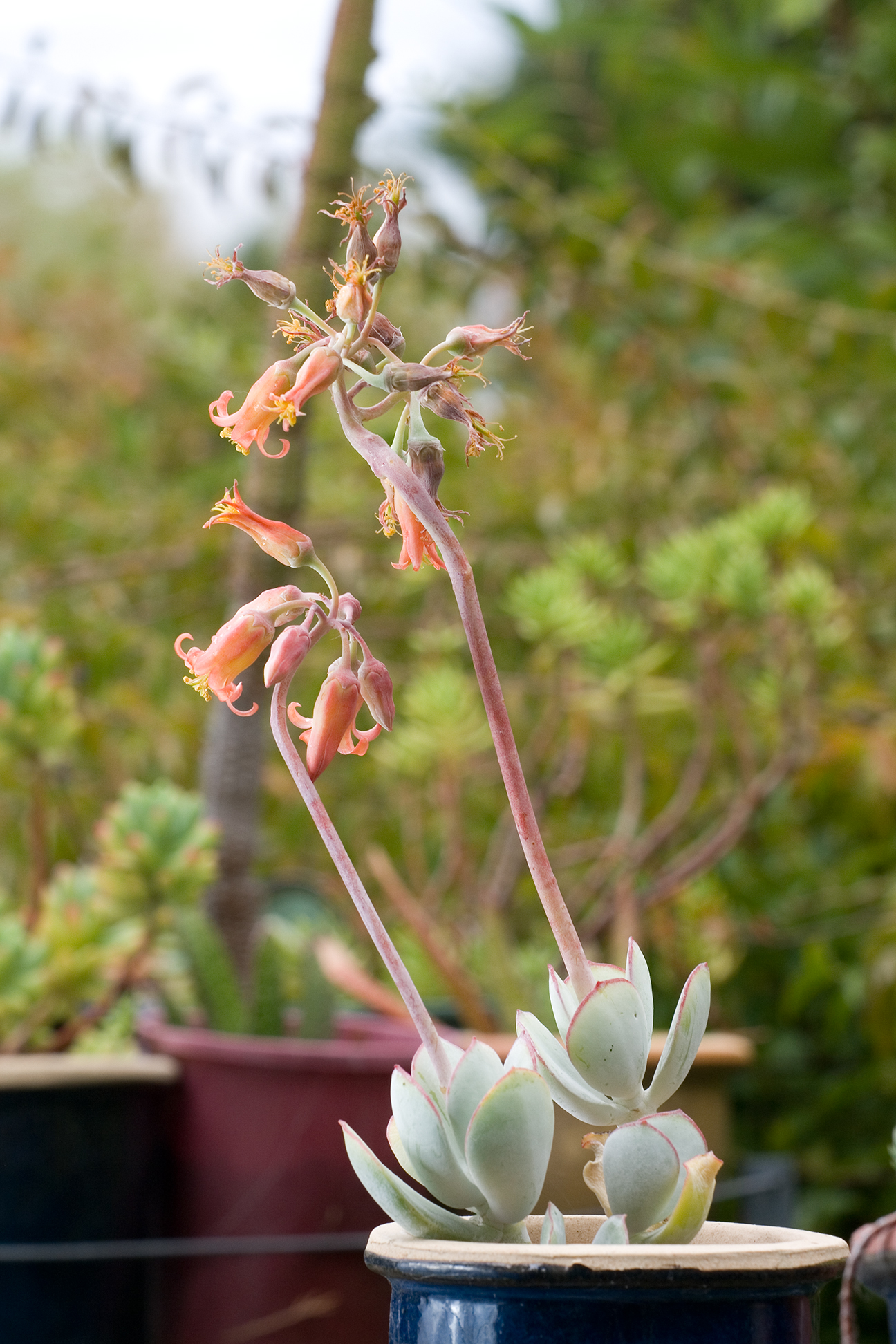
Серый сорт

### Разновидности и сорта
Данный вид имеет крайне разнообразную морфологию и включает в себя большое количество культиваров и искусственно выведенных сортов, некоторые из которых могут быть похожи на Kalanchoe thyrsiflora.
- Cotyledon orbiculata var. flanaganii (Schönl. & Baker f.) Toelken ― удлинённые листья в мутовке
- Cotyledon orbiculata var. oblonga (Haw.) DC. ― край листа красный, соцветие 20-50 см в высоту
- Cotyledon orbiculata var. spuria (L.) Toelken ― имеет 3-5 прицветника на стеле соцветия
- Cotyledon orbiculata var. dactylopsis ― маленькое многоплодное растение с удлинёнными, цилиндрическими листьями
- Cotyledon orbiculata var. engleri (= культивар: «Viridis») ― листья тёмно-зелёного цвета с лёгким сизым оттенком
- Cotyledon orbiculata var. mucronata ― край листа имеет волнообразную форму
- Cotyledon orbiculata var. oophylla Dinter (= культивары: «Boegoeberg» и «Lizard Eggs») ― листья круглые, белые, с небольшим налётом
- Cotyledon orbiculata var. undulata Haw. (= культивар: «Silver Crown») ― широкие, плоские, круглые листья с загнутым краем
- Cotyledon orbiculata f. takbok ― листья часто разделены на доли, что делает их похожими на оленьи рога

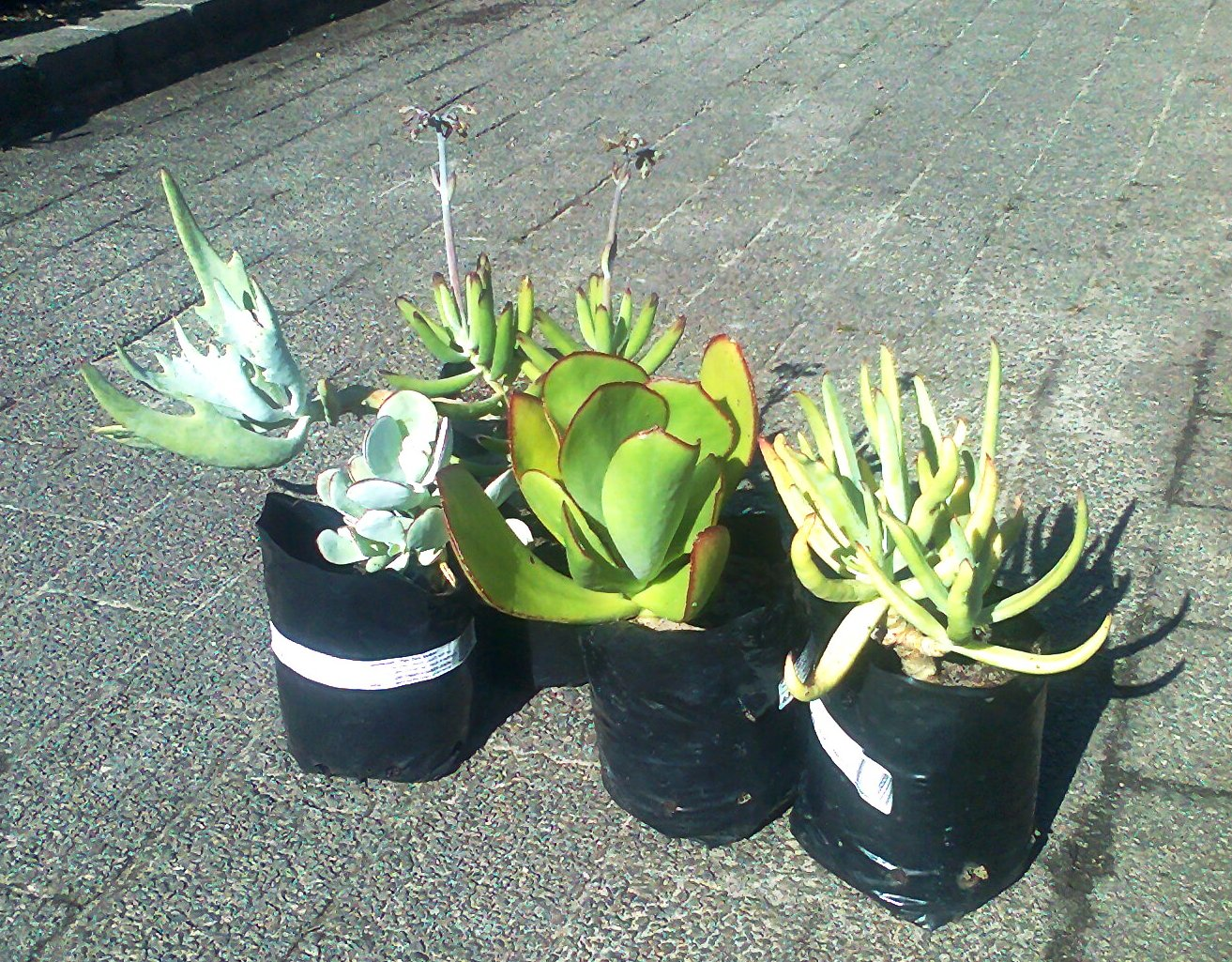
Cotyledon orbiculata – обычное садовое растение, имеющее множество разновидностей.
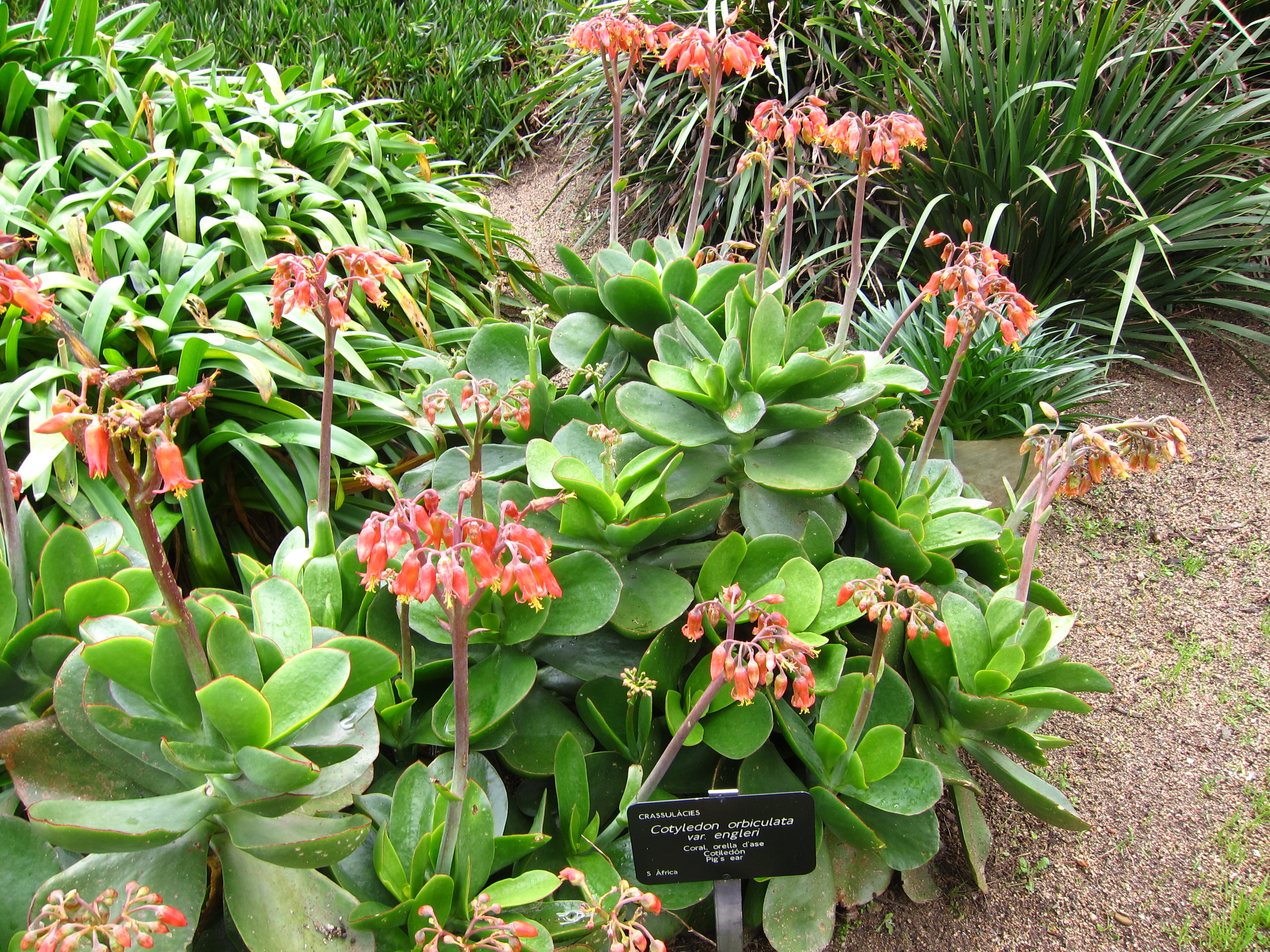
Var. engleri с тёмно-зелёными слегка сизыми листьями
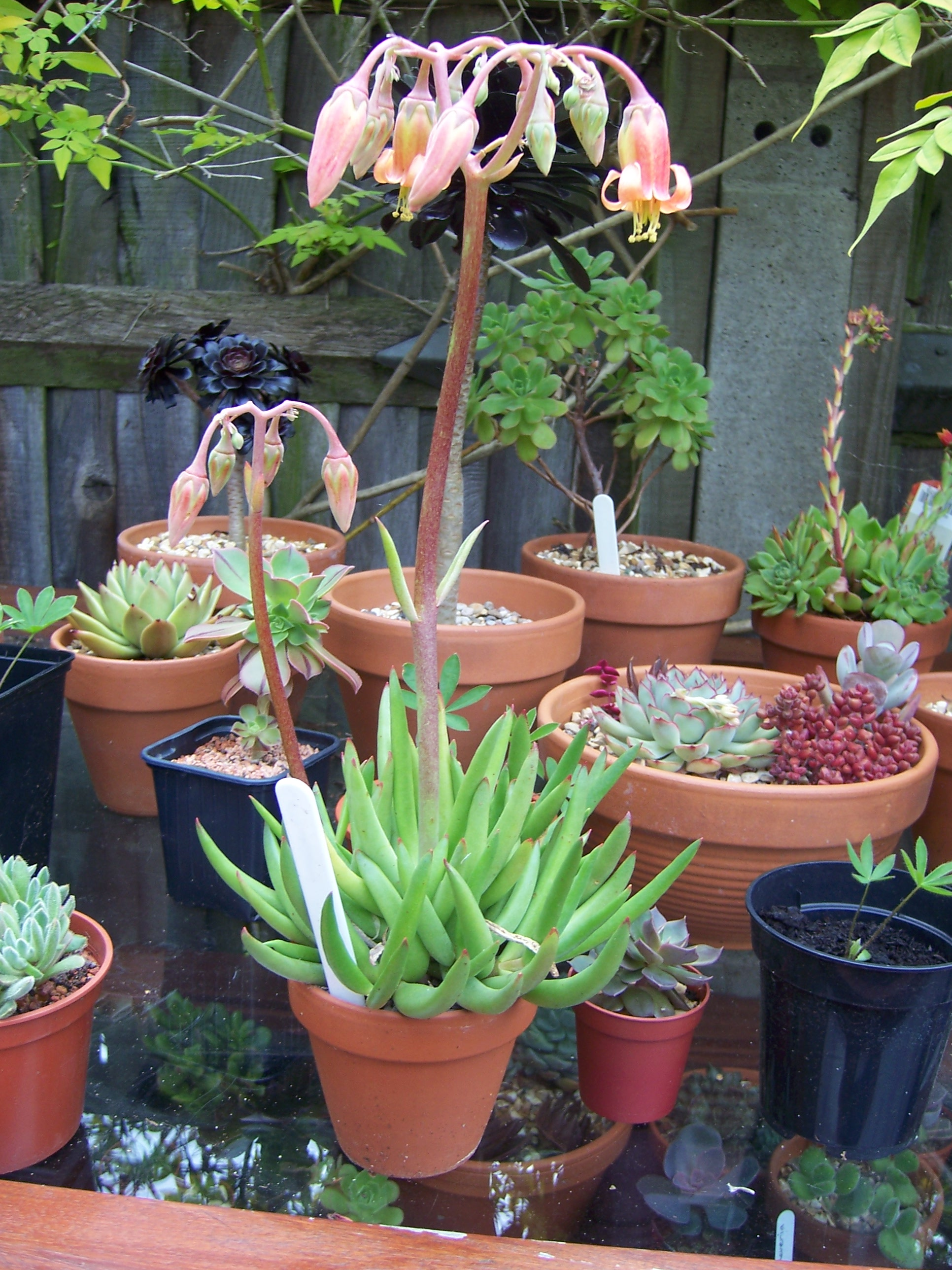
Var. flanaganii с удлинёнными листьями, по три листа в мутовке.
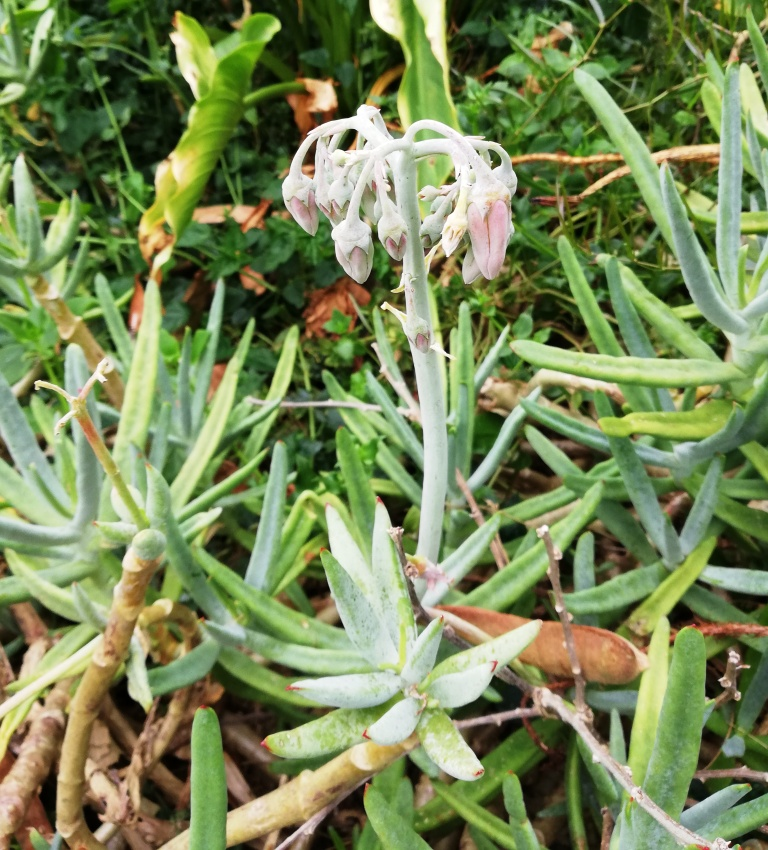
Var. oblonga, культивар "Grey Sticks".
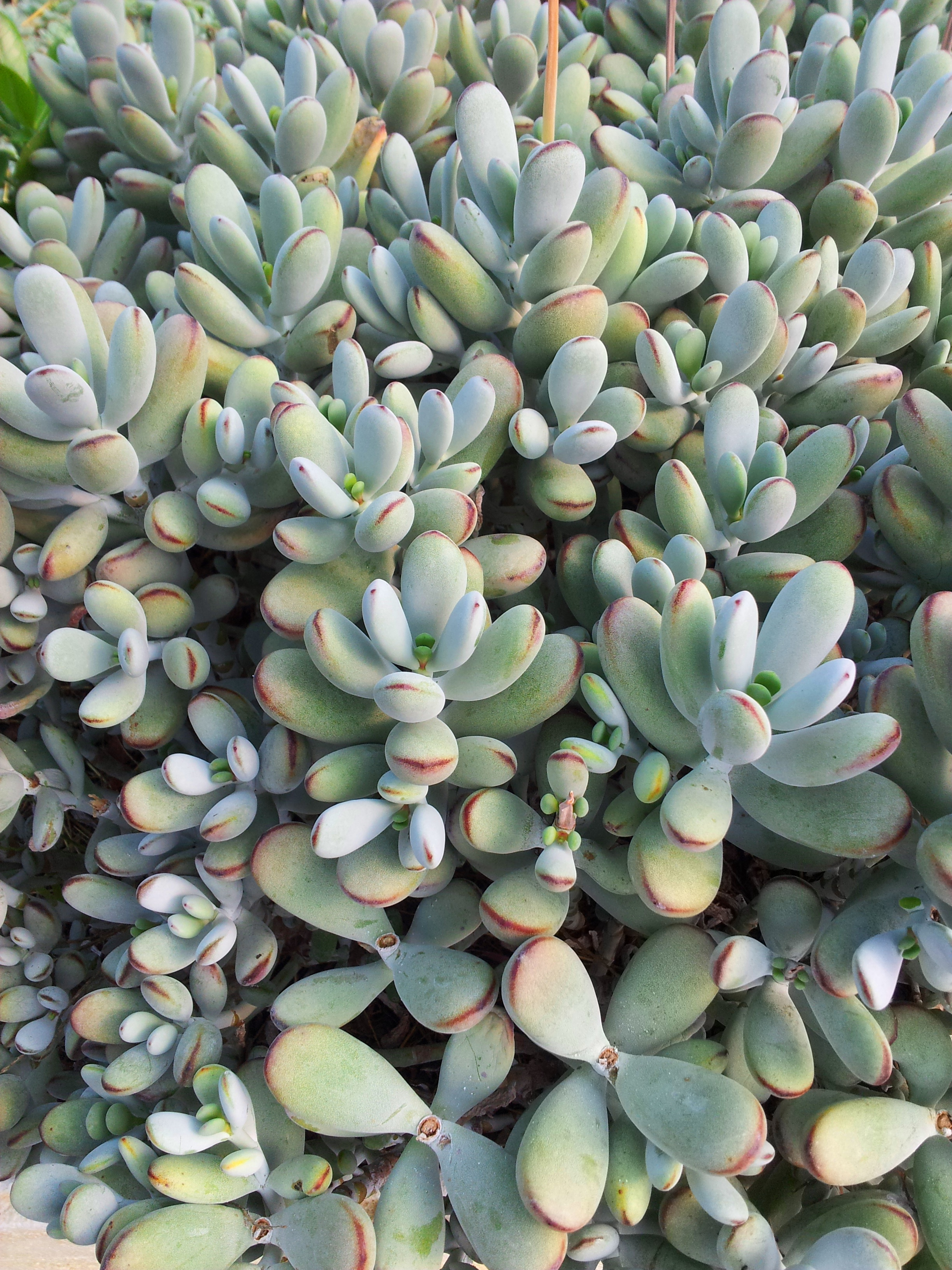
Var. oophylla с круглыми белыми листьями с налётом.
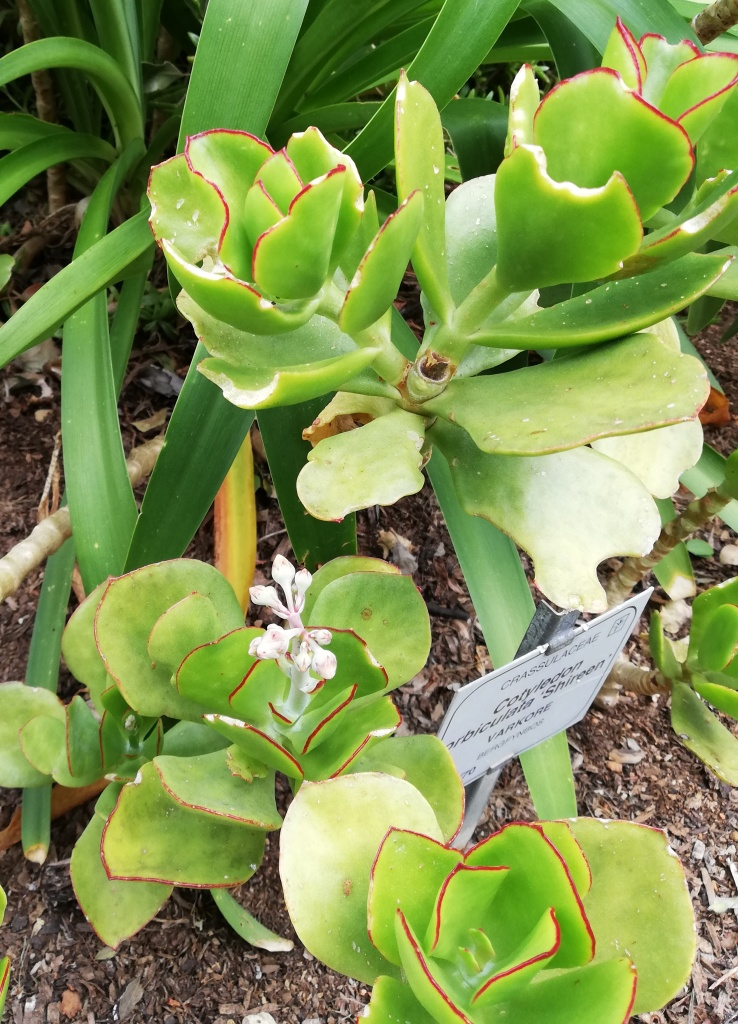
культивар "Shireen"
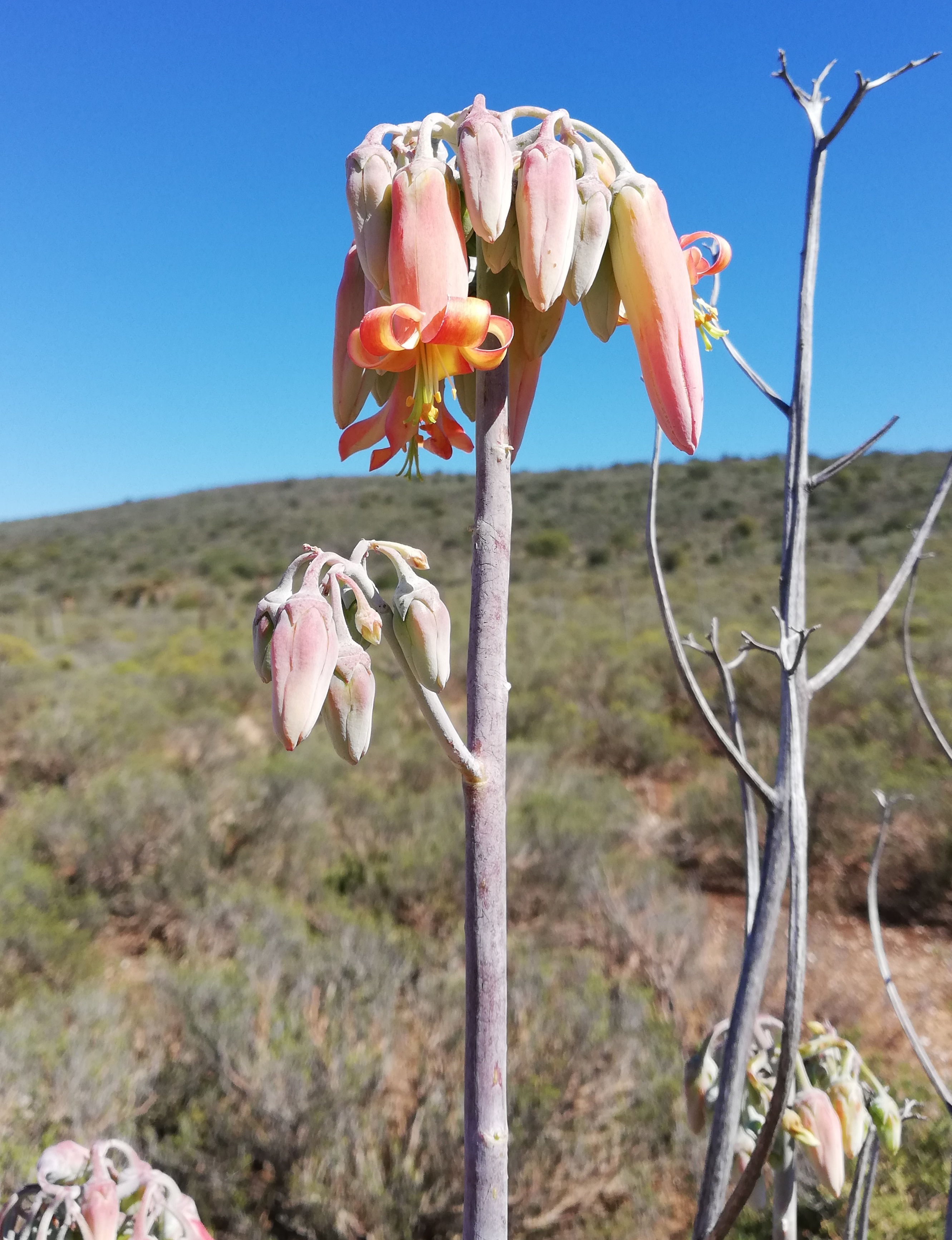
Var. spuria

## Распространение
Родом из Южной Африки, это растение популярно в садах многих стран. В дикой природе произрастает на скалистых обнажениях и травянистых кустарниковых степях в регионе Кару. В Новой Зеландии считается инвазивным видом и внесено в список Национального соглашения о растениях вредителях.

## Использование
Растение активно применяют в народной медицине. В Южной Африке мясистую часть листа прикладывают к бородавкам и мозолям. Нагретые листья используют как припарки при фурункулах и других воспалениях . Отдельные листья можно есть как глистогонное средство, а сок используют для лечения эпилепсии.
Однако листья содержат буфанолид котиледонтоксин, который токсичен для овец, коз, лошадей, крупного рогатого скота, домашней птицы и собак, вызывая состояние, известное как котиледоноз.